# فيسنتي ليم
فيسنتي ليم هو عسكري فلبيني، ولد في 24 فبراير 1888 في كالامبا في الفلبين، وتوفي في 31 ديسمبر 1944 في Manila Chinese Cemetery ‏ في الفلبين.